# Коинт Фригијски
Свети мученик Коинт, познати и као свети Квинт (Коинт) Чудотворац (грч. Κοιντος Ομολογητης και Θαυματουργος) је ранохришћански мученик и светитељ.
Православна црква.прославља светог Коинта 2. марта. 
Свети Коинт је рођен у Фригији. Тамо се научио хришћанској побожности.Касније се преселио у Еолиду. Тамо је делио милостињу сиромасима и исцељивао болесне. Поглавар области Руф је покушао а га примора да принесе жртву идолима, у складу са Аурелијановом декретом. Због тога је Руфа спопало беснило, а светитељ га као и многе друге излечи. Због тога га је Руф наградио даровима и почастима, и пустио на слободу. Идући после тога путем у град Пергам, светог Коинта су ухватили незнабожаца из града Кима, и почели га мучити. Баш тада је настао велик земљотрес, који је срушио незнабожачки храм и идоли се у њему су сви били сломљени. Уплашени земљотресом, мучитељи су пустили светог мученика на слободу. После неког времена у Пергаму кнез Клеарх подвргнуо је светог Коинта мукама и пребио му голени. Међутим, свети мученик је исцељен и живео је још десет година, лечећи многе именом Исуса Христа све до своје смрти.
Сматра се мучеником због мучења које је претрпео, иако од њих није умро.